# Wild Is the Wind
Wild Is the Wind ist ein im Jahr 1957 von Dimitri Tiomkin und Ned Washington geschriebenes Lied. In der von Johnny Mathis gesungenen Version wurde es als Filmsong für den Film Wild ist der Wind verwendet und erhielt eine Oscar-Nominierung in der Kategorie „Bester Song“. Die Single erreichte in den Billboard Top 100 Charts Platz 22.
Das Lied, ein langsames Liebeslied, wurde vielfach gecovert, unter anderem von Nina Simone (1964, auf dem gleichnamigen Album), David Bowie (1976, Station to Station), Billy MacKenzie (veröffentlicht postum 2004, Transmission Impossible), George Michael (1999, Songs from the Last Century), Randy Crawford (2000, Play Mode), Cat Power (2000, The Covers Record), Barbra Streisand (2003, The Movie Album) und Esperanza Spalding (2010, Chamber Music Society). Die Version von David Bowie wurde auch als Single veröffentlicht.